# Öröm

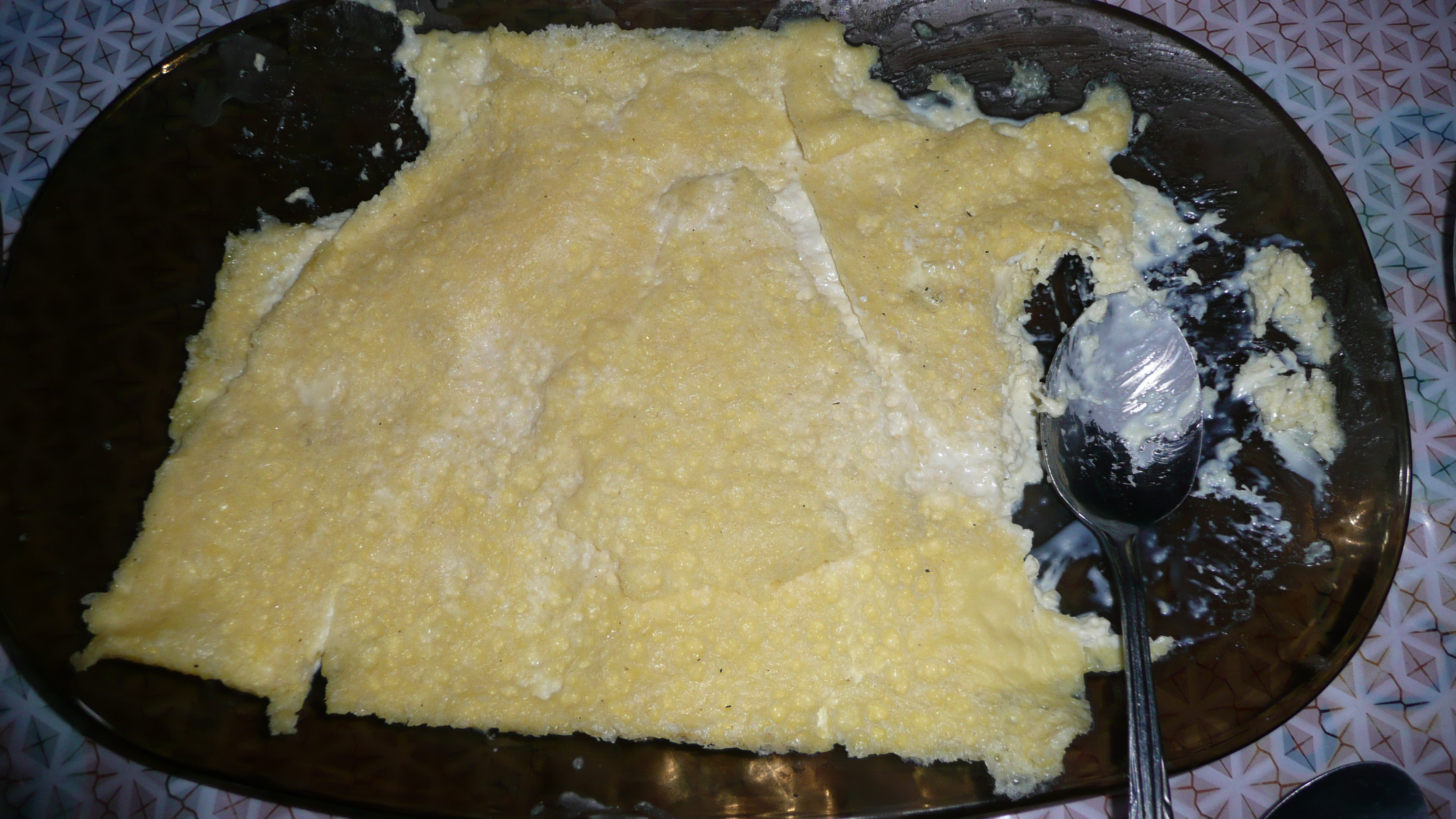
Öröm v Mongolsku

Öröm (mongolsky өрөм, mongolským písmem ᠥᠷᠦᠮ᠎ᠡ) je tuhá smetana, která se vyrábí převážně tepelnou úpravou ze syrového (nehomogenizovaného a nepasterizovaného) mléka a je jedním z typických mléčných výrobků v Mongolsku. Öröm je konzistencí podobný clotted cream a vyrábí se podobným způsobem.

## Původ a význam mléka
K výrobě se tradičně používá jačí mléko (má velkou složku mléčného tuku), ale též může pocházet od domácího skotu a velbloudů. Přes dlouhou historii domestikace jaků však domestikace tohoto typu skotu zatím příliš nepokročila. Systematický chov pro produkci mléka doposud převážně chyběl a doba laktace je oproti domácímu skotu velmi krátká. Trvá v průměru pět měsíců, přičemž moderní dojnice má dobu laktace 305 dní. Velkou roli tedy hraje konzervace mléka. Konzervace prostřednictvím výroby öröm je jednou z metod, s níž se mongolské obyvatelstvo může dostat k potravinovému zdroji i v zimních měsících.

## Výroba

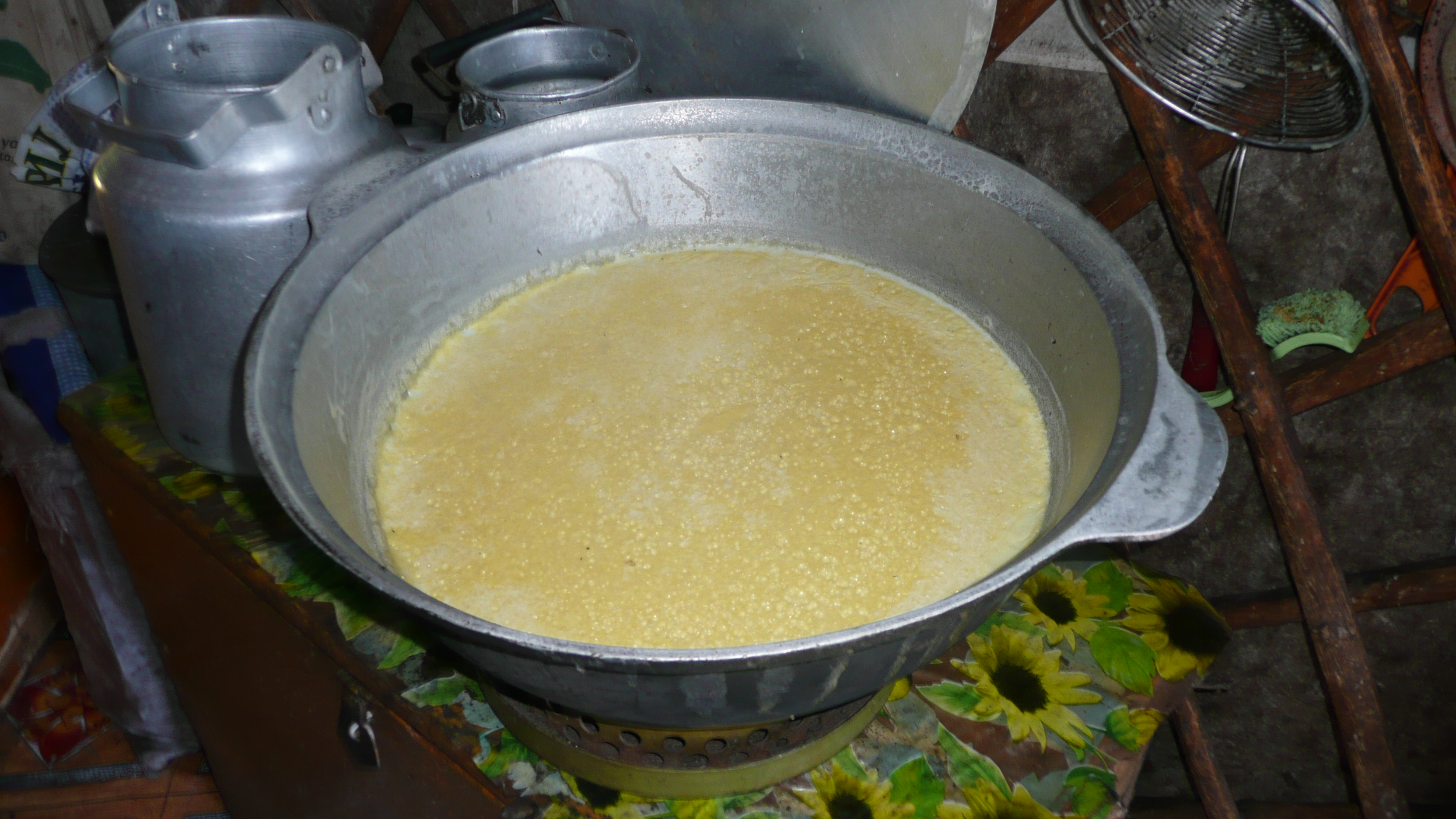
Odstavená nádoba mléka s ustálenou vrstvou tuku na hladině

K výrobě örömu se mléko dlouhodobě zahřívá na teplotu přibližně 80 až 90 °C. Mléko se míchá a na povrchu se vytváří pěna. Poté se mléko nechává několik hodin v klidu odležet, za tu dobu se na hladině vytvoří 1,5 až 2 centimetry silný škraloup, tedy vrstva bohatá na tuk. Sebraný škraloup je öröm. Konzumuje se čerstvý nebo se suší pro delší skladování. Öröm se tradičně smíchá s rýží, moukou, bramborami a cukrem k okamžité konzumaci. Öröm se také může dále zpracovávat, je výchozím produktem pro přípravu šar tos, tedy koncentrovaného žlutého mléčného tuku podobný indickému ghí (přepuštěnému máslu).